# Philipp Melanchthon

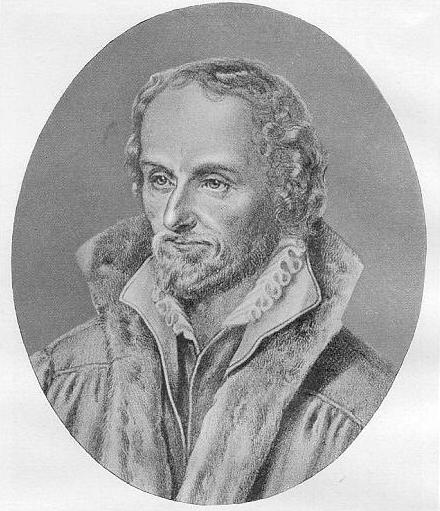
Philipp Melanchthon

Philipp Melanchthon (pořečtěná forma příjmení Schwarzerdt, 16. února 1497 Bretten – 19. dubna 1560 Wittenberg) byl humanistický učenec, reformační teolog, vysokoškolský pedagog, poradce a přítel Martina Luthera. Ve své teologické pozici se snažil hledat konsenzus mezi jednotlivými reformačními myšlenkovými proudy. Zasloužil se o reformu evangelického církevního systému a německého školství.

## Životopis
Melanchthon, nazývaný praeceptor Germaniae (učitel Německa), se narodil v Brettenu (dnešní Bádensko-Württembersko). Po studiích v Heidelbergu a Tübingen převzal 1518 profesuru klasických jazyků ve Wittenbergu. V roce 1519 se účastnil Lutherovy disputace s Eckem, roku 1529 nechyběl na říšském sněmu ve Špýru a následujícího roku na sněmu v Augsburgu. Zde bylo císaři Karlu V. předloženo jeho nejvýznamnější dílo Augsburské vyznání víry, které dodnes představuje shrnutí víry lutherských evangelických církví na celém světě. Po Lutherově smrti se stal vůdcem německých protestantů. Melanchthon zemřel 19. dubna 1560 ve Wittenbergu.
Podle Melanchthonova návrhu byly reformovány univerzity ve Wittenbergu, Tübingenu, Frankfurtu nad Odrou, Lipsku, Rostocku, Heidelbergu a byly založeny protestantské univerzity v Marburgu, Královci a Jeně.

## Dílo
- Institutiones graecae grammaticae (1518) – řecká gramatika
- Compendiaria dialectica ratio (1520)
- Základní pravdy teologie – Loci communes (1521) – první evangelická dogmatika
- Výuka vizitátorů a farářů kurfiřtství Saského (1528)
- Augsburské vyznání víry/Confessio Augustana (1530)
- O moci a vrchnosti papeže/De potestate papae (1537)